# Clam Gulch
Clam Gulch (Dena’ina: Qałnigi D’nazludt) ist ein Ort und ein census-designated place (CDP) im Kenai Peninsula Borough in Alaska. Das U.S. Census Bureau ermittelte bei der Volkszählung 2020 eine Einwohnerzahl von 207.

## Geographie
Clam Gulch befindet sich an der Westküste der Kenai-Halbinsel, am Sterling Highway (Alaska Route 1) 22 km südsüdwestlich von Soldotna. Clam Gulch hat einen 9 km langen Küstenstreifen am Cook Inlet. Das Clam Gulch CDP grenzt im Norden an das Cohoe CDP, im Süden an das Ninilchik CDP. In Clam Gulch befindet sich der Rastplatz „Clam Gulch State Recreation Site“.

## Geschichte
Clam Gulch wurde 1947 vom U.S. Geological Survey (USGS) gemeldet. Namengebend ist die gleichnamige Schlucht. Ein Postamt wurde 1950 eröffnet.  Beim Zensus 1970 hatte Clam Gulch 47 Einwohner. 1980 wurde Clam Gulch ein census-designated place. Heute ist Clam Gulch eine Siedlergemeinde und ein Touristenort.

## Demografie
Zum Zeitpunkt der Volkszählung im Jahre 2020 (U.S. Census 2020) hatte Clam Gulch 207 Einwohner auf einer Landfläche von 201,45 km². Von den Einwohnern waren 183 Weiße sowie 6 Indigene. Beim Zensus im Jahr 2000 wurden 173 Einwohner gezählt, 2010 waren es 176. Somit war die Bevölkerungsentwicklung der letzten Jahre leicht ansteigend.